# Streamers
Streamers is een Amerikaanse oorlogsfilm uit 1983 onder regie van Robert Altman.

## Verhaal
Vier vrienden worden samen naar Vietnam gestuurd om er mee te vechten in de oorlog. Wanneer blijkt dat een van de mannen homoseksueel is, blijkt hun vriendschap minder hecht dan voorheen.

## Rolverdeling
| Acteur                | Personage       |
| --------------------- | --------------- |
| Matthew Modine        | Billy           |
| Michael Wright        | Carlyle         |
| Mitchell Lichtenstein | Richie          |
| David Alan Grier      | Roger           |
| Guy Boyd              | Rooney          |
| George Dzundza        | Cokes           |
| Albert Macklin        | Martin          |
| B.J. Cleveland        | Bush            |
| Bill Allen            | Townsend        |
| Paul Lazar            | Luitenant       |
| Phil Ward             | Sergeant Kilick |
| James Terry McIlvain  | Verpleegkundige |
| Todd Savell           | Sergeant Savio  |
| Mark Fickert          | Dr. Banes       |
| Dustye Winniford      | Sergeant        |